# فورزا موتورسبورت 6
فورزا موتورسبورت 6 (بالإنجليزية: Forza Motorsport 6)‏ هي لعبة فيديو صدرت تاريخ 15 سبتمبر 2015، وهي متوفرة حصريا على أجهزة إكس بوكس ون. اللعبة من تطوير تيرن 10 ستوديوز ومن نشر مايكروسوفت ستوديوز. تم الإعلان عن توفر اللغة العربية كتحديث بعد إصدار اللعبة. تحتوي اللعبة على أكثر من 450 سيارة أي أكثر من ضعفي عدد السيارة التي صدرت في إطلاق لعبة فورزا موتورسبورت 5. كما تضمنت 26 حلبة سباق منها 9 حلبات جديدة على السلسلة.

## وصلات خارجية
- الموقع الرسمي
- Forza Motorsport 6 على موبي غيمز